# Michal Obrenović III.
Michal Obrenović (srbsky Михаило Обреновић, Mihailo Obrenović, 16. září 1823 – 10. června 1868) byl v letech 1839–1842 a 1860–1868 srbským knížetem.
Po smrti svého staršího bratra Milana v roce 1839 byl povolán na trůn regentskou radou složenou z ustavobranitelů. Nejvýznamnější z nich, Tomu Vučiće a Avrama Petronijeviće vyhnal Michal ze země, ale posléze se s mezinárodní podporou vrátili a Michala nahradili Alexandrem Karađorđevićem.
Dbal o srbské národní obrození: roku 1841 založil Družstvo srbské slovesnosti a financoval jeho aktivity včetně vydávání věstníku a knih.
Podruhé Michal nastoupil na trůn po smrti svého otce Miloše. Pokračoval v jeho protiturecké politice, v roce 1867 dosáhl odchodu Turků z většiny pevností a tím úplné faktické nezávislosti Srbska na Osmanské říši, což mu vyneslo velkou popularitu.
Dne 10. června 1868 byl Michal zavražděn při procházce v parku, nikdy se přitom neobjasnilo, kdo si atentátníky najal.